# Heinrich Lauer (Schriftsteller)
Heinrich Lauer (* 27. Mai 1934 in Săcălaz (deutsch Sackelhausen), Königreich Rumänien; † 14. April 2010 in München) war ein deutscher Schriftsteller und Journalist.

## Leben
Heinrich Lauer wurde 1934 in Săcălaz im Banat geboren, sein jüngerer Bruder war Karl Fritz Lauer. 1944 floh er mit der Familie nach Wien und gelangte über die "Kinderlandverschickung" nach Prag. Nach traumatischen Erfahrungen, die er später literarisch aufarbeitete, konnte er im Sommer 1946 ins Banat zurückkehren.
Heinrich Lauer besuchte von 1949 bis 1951 die Fachschule in Timișoara. Als Facharbeiter absolvierte er anschließend das Abendlyzeum ebenda und legte 1954 am Nikolaus-Lenau-Lyzeum das Abitur ab. Von 1954 bis 1956 studierte er Geografie und Biologie und 1956–1961 Germanistik in Bukarest. 1961 schloss er sein Studium mit dem Staatsexamen ab.
Ab 1953 war Heinrich Lauer als Reporter und später als Redakteur bei der Bukarester Zeitung Neuer Weg tätig. Ab 1974 arbeitete er als Korrektor bei der Zeitschrift Volk und Kultur und ab 1977 als Redaktionssekretär bei der Neuen Literatur in Bukarest.
1980 siedelte er nach Deutschland über, wo er in München als freier Journalist und Schriftsteller tätig war. Hier veröffentlichte er in namhaften Publikationen wie Süddeutsche Zeitung, Frankfurter Allgemeine Zeitung, Die Zeit ganzseitige Essays und Artikel.
Als Redakteur der Zeitschrift der Deutschen Bundesbahn Schöne Welt schrieb er für über zehn Jahre Reisereportagen.

## Werke
- Lessing. Ausgewählte Schriften, Bukarest 1970
- E. E. Kisch. Das Abenteuer der Reportage, Bukarest 1971
- Das große Tilltappenfangen und andere Schwabenstreiche, Jugendverlag, Bukarest, 1967, 116 Seiten
- Heinrich Lauer, Nikolaus Berwanger, Ludwig Schwarz: Der Sonne nach. Banater durchreisen, entdecken, erleben die Welt, Editura Kriterion, Bucureşti, 1974
- Ein Trojanisches Pferd gesucht, Reportagen, Temeswar, 1974, 207 Seiten
- Nahaufnahme, Reportagen, Bukarest 1978, 200 Seiten
- Kleiner Schwab – großer Krieg. Das Schicksal eines Banater Schwaben, Roman, Wort und Welt Verlag, Innsbruck, 1987 ISBN 3-85373-101-5; Ullstein Verlag, Frankfurt am Main, 1993 ISBN 978-3548230429
- Sepp Schmidt, Heinrich Lauer, Franz Dürrbeck: Kleiner Banater Lesebogen in Wort, Bild und Zahl, München, 1982, Hrsg. Landsmannschaft der Banater Schwaben aus Rumänien in Deutschland ISBN 3922587224
- Vorsicht, Adjektive. Rumäniendeutsche Grenzgänge: Reportagen, Essays, Porträts und ein Interview, Verlag Südostdeutsches Kulturwerk, München, 2000
- L’Enfant de Timisoara, Übersetzung des Romans Kleiner Schwab – großer Krieg ins Französische, von Raymond Differdange

## Ehrungen
- Heinrich Lauer wurde 1997 mit dem Donauschwäbischen Kulturpreis für sein publizistisches und literarisches Gesamtschaffen ausgezeichnet